# Sociedade da China Antiga
A Sociedade da região da China Antiga   desenvolveu-se a partir de tribos nas quais os xamãs cada vez mais controlavam os  ritos religiosos para liderar a sociedade, que se iniciou no período Longshan. As dinastias chinesas começaram por volta de 2000 a.C. e terminou por volta de 1912 d.C. com o começo da República Chinesa.